# Ruda (Włochy)
Ruda – miejscowość i gmina we Włoszech, w regionie Friuli-Wenecja Julijska, w prowincji Udine.
Według danych na rok 2004 gminę zamieszkiwało 2969 osób, 164,9 os./km².